# Koba Tomotoki
Koba Tomotoki (japanisch 木庭 知時; * 22. September 1890 in der Präfektur Kumamoto; † 12. Juli 1983) war ein Generalmajor der Kaiserlich Japanischen Armee und Kommandeur von japanischen Bodentruppen in Burma während des Zweiten Weltkrieges.

## Biografie
Koba wurde nach Abschluss der Militärakademie 1913 im Jahr 1918 zum Leutnant der Infanterie, 1923 zum Hauptmann und 1931 zum Major der Infanterie befördert. Am 22. November 1934 wurde bekanntgegeben, dass ihm der Orden der aufgehenden Sonne mit Goldstrahlen und Rosette der 4. Klasse verliehen wurde. Nach seiner Beförderung zum  Oberstleutnant der Infanterie 1936 wurde er am 9. März 1939 Adjutant der 36. Infanteriedivision. Am 1. August 1939 erfolgte seine Beförderung zum Oberst der Infanterie, am 1. August 1940 wurde er zum Kommandeur des 111. Infanterieregiments ernannt. Nach Beförderung zum Generalmajor am 1. August 1944 diente er ab 22. September 1944 als  Kommandeur der Infanteriegruppe der 54. Infanteriedivision. Im Juli 1947 wurde er demobilisiert.